# Risto Raid
Risto Raid, né le 26 juin 1990 à Tartu, est un coureur cycliste estonien.

## Palmarès
- 2007
  - 3e du championnat d'Estonie sur route juniors
- 2011
  - Grand Prix de Soissons
  - Grand Prix de Saint-Quentin
  - 2e du Grand Prix de Petite-Forêt
  - 3e du Prix Philippe Ermenault
- 2012
  -  Champion d'Estonie sur route espoirs
  - Grand Prix de la Braderie de Saint-Quentin
  - 1re étape du Saint-Brieuc Agglo Tour
  - Prix des Trois Villages à Nivelle
  - Grand Prix de Petite-Forêt
  - Grand Prix de Soissons
  - 2e du Prix de la ville de Lillebonne
  - 3e du championnat d'Estonie du contre-la-montre espoirs
- 2013
  - 2e étape des Deux Jours cyclistes du Perche
  - 2e de l'Étoile d'or
  - 2e du Prix de Beauchamps
  - 2e de la Classique Champagne-Ardenne
  - 2e du Grand Prix de la braderie de Saint-Quentin
- 2014
  - Classique de l'Eure
  - 2e du Prix de Cintray
  - 3e du championnat d'Estonie sur route
- 2015
  - 2e du Circuit des Matignon
- 2016
  - 3e étape des Boucles du Haut-Var
  - Grand Prix des Hauts-de-France
  - 3e étape du Tour de la Manche
  - Tour de Seine-Maritime :
    - Classement général
    - 1re étape

  - Prix des Grandes Ventes
  - 2e du Circuit des Matignon
  - 3e du Grand Prix de Boussières-sur-Sambre
  - 3e de Paris-Chalette-Vierzon
  - 3e de Paris-Connerré
- 2017
  - Helleville-Héauville
  - Paris-Évreux
  - Souvenir Rousse-Perrin
  - 2e étape du Tour de Côte-d'Or
  - 2e des Boucles de l'Austreberthe
  - 2e du Prix de la Saint-Laurent
  - 3e du Circuit des Remparts
- 2018
  - 3e étape du Tour de la Mirabelle
  - Boucles de l'Austreberthe
  - 3e du Trio normand

## Classements mondiaux
| Année           | 2010   | 2011 | 2012 | 2013 | 2014 | 2015 | 2016 | 2017 | 2018   |
| --------------- | ------ | ---- | ---- | ---- | ---- | ---- | ---- | ---- | ------ |
| UCI Europe Tour | 1 028e |      | 959e | 559e | 570e | 720e | 954e |      | 1 444e |